# Banana-država
Banana-država ili banana-republika je pogrdan naziv za države koje su politički nestabilne, ovisne o poljoprivrednom izvozu jedne monokulture (najpoznatiji je slučaj s takvim državama u Srednjoj Americi koje su izvozile banane, pa je po njima ovaj pojam i nastao), a vlast drži korumpirana skupina. Također, ovaj se izraz koristi za nazadne tvorevine.

## Povijest nastanka izraza
Izraz banana republika vjerojatno je prvi izmislio američki pisac O Henry (zapravo William Sydney Porter). U 1904. godini objavio je roman, Cabbages and Kings (Zelje i kraljevi), vjerojatno aludirajući na Honduras: "At that time we had a treaty with about every foreign country except Belgium and that banana republic, Anchuria ("u to vrijeme smo imali sporazum sa svakom stranom zemljom, osim Belgije, i te banana-republike, Anchurije."

## Rabljenje
Prvobitni pojam se je odnosio samo na one zemlje koje jedino ili uglavnom izvoze ili uzgajaju banane. Izraz se prvenstveno odnosio na srednjoameričke zemlje kao što je Honduras, Nikaragva ili Panama, čiji su političari i privreda desetljećima uveliko bili pod utjecajem velikih kompanija kao što je primjerice United Fruit Company (Chiquita) i Standard Fruit Company (Dole). Ekonomska moć američkih kompanija bila je daleko veća nego politička moć vlade, a kamoli stanovništva tih zemalja. 
Danas se izraz banana-republika pejorativno koristi za zemlje tzv. trećeg svijeta, u kojima strane tvrtke imaju značajan utjecaj na nastanak korupcije, kriminala, mafije, nepotizma, obogaćivanja na temelju državnih rashoda i sumnjivim izbornim rezultatima.
Iz toga razloga ovaj se pogrdan izraz koristi u žutom tisku, u političkim raspravama te u polemikama u razvijenim zemljama kao što je Švicarska, Njemačka, Francuska, Austrija ili Italija, a koristi se kada netko slične događaje (koji su djelomično skriveni ili uljepšavani) osuđuje.
Općenito se pojam u današnje vrijeme koristi u kontekstu s državama, u kojim se politička kultura stavlja u kontekst s korupcijom, no isto tako banana-država se rabi i kao pojam nazadnosti i nekompetetnosti privrede neke zemlju u odnosu na susjedne. Primjerice banana-država ili banana-republika rabi da bi se opisalo tehnološko ili ekonomsko stanje u nekoj državi u kojoj države preko vremena na kraju se samo svedu na pružanje turističkih usluga, ili izvoza primarnih industrija. Ovakvo rabljenje prvi je koristo je ministar financija australske vlade Paul Keating 1986. godine u svom govoru u parlamentu u kojem je kritizirao stanje u australskoj privredi u kojoj je postaje ništa drugo nego rudnik i pašnjak za azijske zemlje, i da tehnološki zaostaje i tako će na kraju izgubiti na standardu života i mogućnostima da ostane među prvim zemlja Svijeta.

## Svojstva banana-države
U prvotom smislu banana-države bile su da vlast često drži diktatorska vojna hunta, u državi su velike socijalne razlike, slaba je infrastruktura, slabe su škole, a gospodarstvo je nazadno. Država se oslanja na inozemni kapital, a proračunski deficit rješava tiskanjem novca koje dovodi do velike inflacije. Banana-republike su vrlo sklone revolucijama i vojnim udarima.
U novijem smislu banana-države su one države koje gomilaju proračunske deficite, koje imaju samo par industrija od kojih žive obično primarne industrije kao poljoprivreda i rudarstvo, te turizam. Dok tehnološki takve države nisu sposobne ponuditi niti jedan složeni proizvod niti uslugu, te stagniraju ili zaostaju u tržišnoj ili civilizacijskoj utrci.